# Sokratovská metoda (Dr. House)
Sokratovská metoda (v anglickém originále The Socratic Method) je šestá epizoda z první řady seriálu Dr. House.

## Děj
Lucy, matka trpící schizofrenií, cítí prudkou bolest v noze, způsobenou krevní sraženinou. Sraženina se dostane do jejich plic a ona zkolabuje. Nikoho nemá, pouze syna, který se o ní stará. V nemocnici začne zvracet krev. House přemýšlí zda zvracení a testy na krev neměli spojitost s nedostatkem vitaminu K. Foreman a Chase mají prohledat její byt a zjistit jaké užívala léky. Místo toho najdou v mrazáku spousty hamburgerů, z čehož usoudí, že je to její jediná strava. Na ultrazvuku jater se zjistí, že má šest centimetrů velký nádor. Jelikož je schizofrenička, nemůže jít na transplantaci. Jedinou možností je operace, která je však kvůli velikosti nádoru nemožná. House do něj vpichuje injekcí ethanol, čímž nádor zmenší pod stanovenou hranici. House zjistí, že syn, který se o ní stará není tak starý na kolik se vydává, ale že mu je ve skutečnosti patnáct. Později přijde do nemocnice sociální pracovnice, která jej odvede do dětského domova. House zjistí, že na skutečnost, že se o syna nemůže starat, upozornila sama matka, což by nebylo možné pokud by měla schizofrenii. Pozdě v noci ho napadne Wilsonova choroba. Ta má za následek hromadění mědi v těle a vysvětluje cirhózu. Druhý den provedou rychlý test jejích očí. Měděně zbarvené kruhy kolem rohovky potvrdí Housovu diagnózu. Po podaných lécích se během několika dní vyléčí a může se tak k ní vrátit syn.

## Diagnózy
- špatné diagnózy: schizofrenie, trombóza hlubokých žil, nedostatek vitamínu K, nádor na játrech
- správná diagnóza: Wilsonova choroba